# Kazuko
Cette page présente le prénom Kazuko ainsi que ses variantes.
Kazuko est un prénom japonais principalement féminin dont le sens dépend des caractères utilisés pour l’écrire, par exemple 和子 signifie « enfant de l'harmonie, la paix ou l'enfant ».

## Personnalités portant ce prénom
- Kazuko Hironaka,  joueuse internationale de football japonaise ;
- Kazuko Hiyama (née en 1977), pianiste japonaise résidant à Paris ;
- Kazuko Kōri (née en 1957), femme politique japonaise ;
- Kazuko Sawamatsu (née en 1951), joueuse de tennis japonaise ;
- Kazuko Shiraishi (née en1931), poétesse japonaise ;
- Kazuko Takatsukasa (1929-1989),  sœur aînée de l'empereur Akihito, premier membre de la famille impériale japonaise à épouser un roturier ;
- Kazuko Utsumi (née en 1967), chanteuse, actrice et idole japonaise des années 1980 ;
- Kazuko Yamashita (née en 1946), joueuse professionnelle japonaise de shogi.

- Pour l'ensemble des articles sur les personnes portant ce prénom, consulter :
  - la liste des articles dont le titre commence par ce prénom
  - les listes produites par Wikidata : Liste des personnes de prénom « Kazuko » — même liste en incluant les éventuels prénoms composés qui contiennent « Kazuko ».